# Killam
Killam is een plaats (town) in de Canadese provincie Alberta en telt 1019 inwoners (2006).